# Блеми
Блемите (лат. Blemmyae) са древно полуномадско племе, населяващо територия намираща се на юг от Египет, в днешен Судан и Етиопия. Имат нубийски произход, а културата им носи смесица от египетски, елински, нубийски (мероитски), римски и етиопски елементи. Обитавали са няколко малки укрепени града, в които има издигнати храмове на божествата Изида, Мандулис и Анхур.
Блемите са споменати от географа Страбон, който ги описва като миролюбиво племе, живеещо в пустинята на изток от Мерое. В други източници за описвани като легендарна раса от безглави човекоядци (ацефали).
По времето на Август и Траян блемите поддържат добри отношения с Рим. През 197 г. племето помага на претендента за римски император Песцений Нигер, воюващ срещу Септимий Север. През 3 век блемите увеличават силата си, нападат границите на Римската империя и нахлуват в южните части на Египет (в 250, 253, 265 г.), но в повечето случаи са побеждавани. В 273 г. те помагат на римския префект Фирм да заграби за кратко властта в Египет, а след свалянето му превземат град Тива, но са разгромени от Проб. По времето на Диоклециан те нахлуват и са победени още веднъж.
През ранното средновековие блемите са врагове на Византийската империя. Те отказват да приемат християнството и нападат Египет по времето на императорите Маркиан и Юстиниан I. Блемите са победени от християнския владетел на Нубия. През 7 век са покорени от арабите.